# Закиров, Наим Сафинович
Наим Сафинович Закиров — советский хозяйственный деятель, Герой Социалистического Труда.

## Биография
Родился в 1936 году в селе Петряксы. Член КПСС.
В 1948—1955 годах — свинарь колхоза имени Жданова.
В 1955—1958 годах — военнослужащий Советской армии.
В 1958—1996 годах — свинарь, бригадир свинарей животноводческой фермы колхоза имени Жданова Пильнинского района Горьковской области.
Указом Президиума Верховного Совета СССР от 22 марта 1966 года присвоено звание Героя Социалистического Труда с вручением ордена Ленина и золотой медали «Серп и Молот».
Делегат XXVI съезда КПСС.
Погиб в автомобильной аварии в 1999 году в Пильнинском районе Нижегородской области.

## Награды и звания
- Герой Социалистического Труда (22.03.1966)
- Орден Ленина (22.03.1966)
- Орден Трудового Красного Знамени (08.04.1971)